# Leslie Jamison

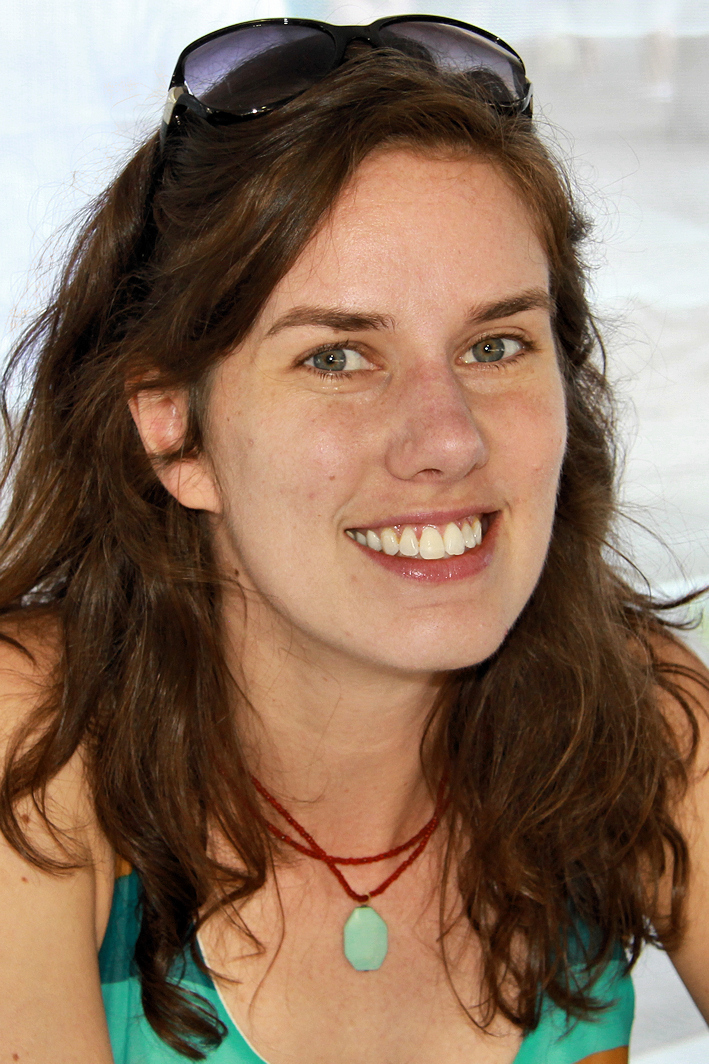
Leslie Jamison (2014)

Leslie Jamison (geboren 1983 in Washington, D.C.) ist eine US-amerikanische Autorin.

## Leben
Leslie Jamison stammt aus Los Angeles, ihr Vater ist der Ökonom Dean Jamison, ihre Tante die Psychologin Kay Redfield Jamison. Sie studierte an der Harvard University, besuchte den Iowa Writers’ Workshop und promoviert seit 2016 an der Yale University. Sie jobbte eine Zeit lang als „Simulantin für die Ärzteausbildung“. Sie lebt in New York.
Jamison hat 2010 ihren ersten Roman The gin closet veröffentlicht. Sie wurde 2014 mit ihrem Essay-Band The empathy exams in den USA bekannt, der auf die Bestsellerliste der  The New York Times gelangte. Sie verstehe sich als Literatin und sei keine Psychologin, auch wenn sie sich für ihre Erfahrungsberichte zur Empathie mit Ärzten, Medizinstudenten und dem Psychologen Paul Bloom beraten habe. Ihr Credo homo sum: humani nil a me alienum puto (Ich bin ein Mensch, nichts Menschliches ist mir fremd) hat sie sich auf den Unterarm tätowieren lassen.

## Politische Einstellungen
Im Oktober 2024 gehörte Jamison zu den Unterzeichnern eines Aufrufs zum Boykott israelischer Kulturinstitutionen, „die an der überwältigenden Unterdrückung der Palästinenser mitschuldig sind oder diese stillschweigend beobachtet haben“.

## Werke
- The Gin Closet : a novel. New York : Free Press, 2010
  - Der Gin-Trailer. Roman. Übersetzung Kirsten Riesselmann. Hanser Berlin, 2019
- The Empathy Exams : Essays. Minneapolis, MN : Graywolf Press, 2014
  - Die Empathie-Tests. Über Einfühlung und das Leiden anderer. Essays. Übersetzung Kirsten Riesselmann. Hanser Berlin, 2015
- The Recovering: Intoxication and Its Aftermath. Little, Brown, 2018
  - Die Klarheit. Alkohol, Rausch und die Geschichten der Genesung. Übersetzung Kirsten Riesselmann. Hanser Berlin, 2018
- Make It Scream, Make It Burn: Essays. New York : Little, Brown and Company, 2019
- Splinters: Another Kind of Love Story. Little, Brown and Company, New York 2024.
  - Splitter. Übersetzung Sophie Zeitz, Claassen Verlag, Berlin 2024[5]